# Alex McLean

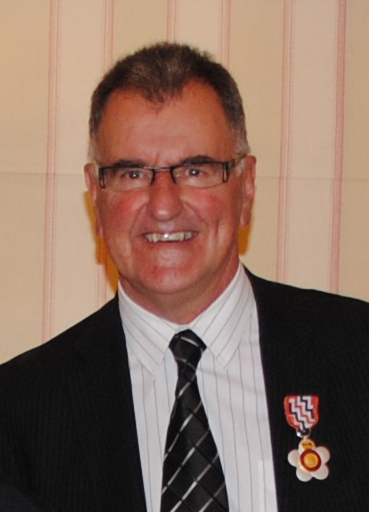
Alex McLean

Alex McLean, född den 18 oktober 1950 i Wellington i Nya Zeeland, är en nyzeeländsk roddare.
Han tog OS-brons i åtta utan styrman i samband med de olympiska roddtävlingarna 1976 i Montréal.